# Primark
Primark Stores Limited – irlandzkie przedsiębiorstwo odzieżowe zajmujące się sprzedażą detaliczną odzieży, należące do koncernu Associated British Foods. Na rodzimym rynku przedsiębiorstwo operuje pod nazwą Penneys.

## Opis
Przedsiębiorstwo zostało założone w 1969 roku, a jego siedziba mieści się w Dublinie. W 2015 roku sieć Primark liczyła ponad 270 sklepów w dziewięciu krajach Europy: w Wielkiej Brytanii (161), Irlandii (38), Austrii, Belgii, Francji, Hiszpanii, Holandii, Niemczech i Portugalii, a także w Stanach Zjednoczonych. W kwietniu 2016 otwarto pierwszy sklep we Włoszech. W sierpniu 2020 roku spółka otworzyła swój pierwszy sklep w Polsce, w Galerii Młociny w Warszawie. W maju 2021 roku otwarto drugi, w Galerii Posnania w Poznaniu. W 2024 Primark miał sklepy w 7 lokalizacjach w Polsce.